# Max Frey
Max Frey (Mühlburg, 16 aprile 1874 – Bad Harzburg, 11 marzo 1944) è stato un pittore tedesco.

## Biografia
Studiò presso la Scuola d'arte del Granducato di Baden a Karlsruhe, dove fu allievo di Ferdinand Keller, Gustav Schönleber e Leopold von Kalckreuth durante gli anni 1893–1903.
Divenne professore alla Scuola d'Arti Decorative di Dresda dal 1907 al 1934. Fra i suoi allievi più celebri: Hans Grundig, Willy Wolff e Oscar Cahén.
Aderì al gruppo del Deutscher Künstlerbund , del Dresdner Kunstgenossenschaft e diede vita al gruppo Grün-Weiß e al Dresdner Künstlergruppe 1913. Nel corso degli anni 1920 e 1930 era un esponente della "Neue Sachlichkeit" (Nuova oggettività) e del Realismo magico.

## Galleria d'immagini

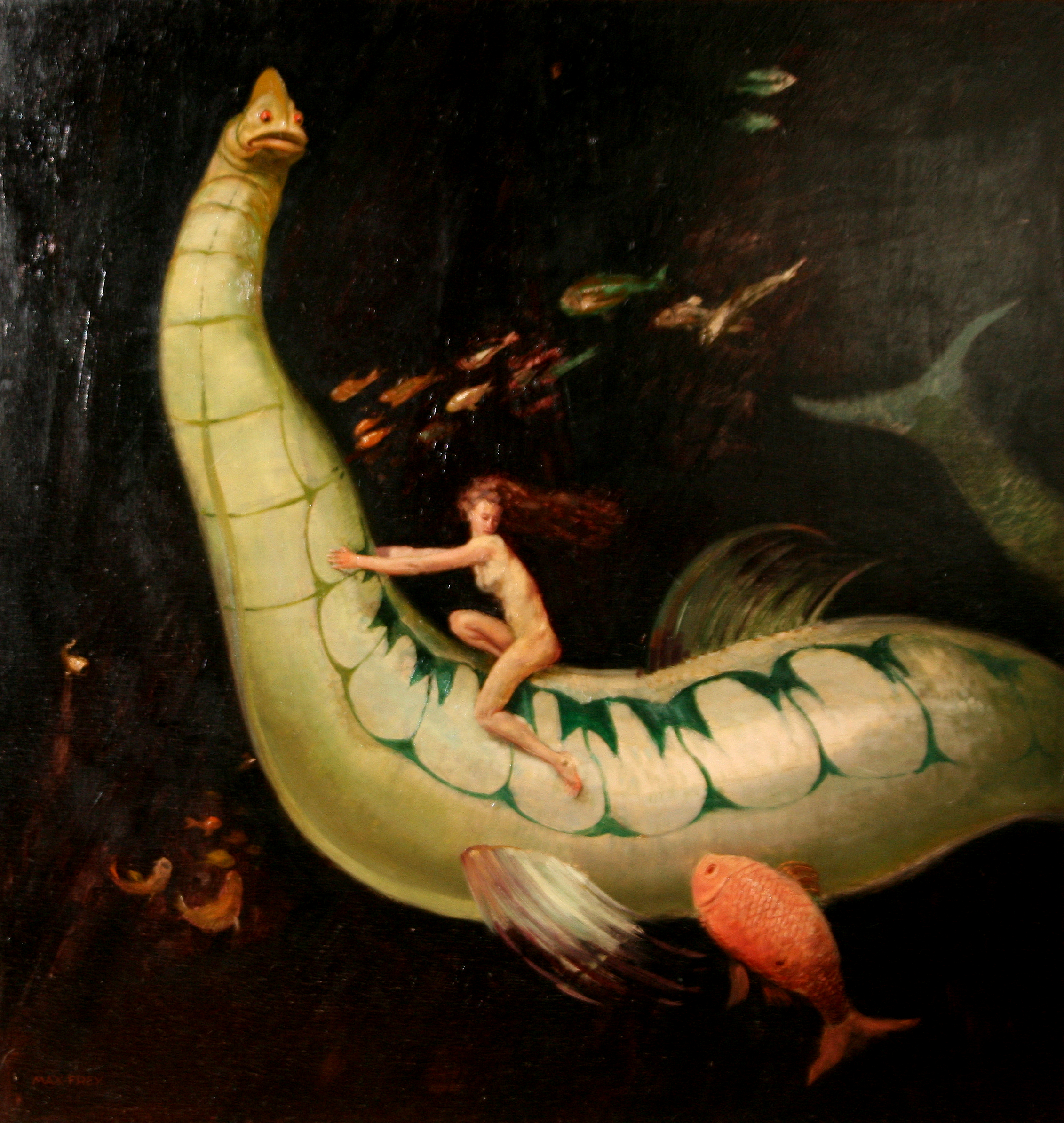
Profondità del mare ((DE)  Meerestiefe), 1926
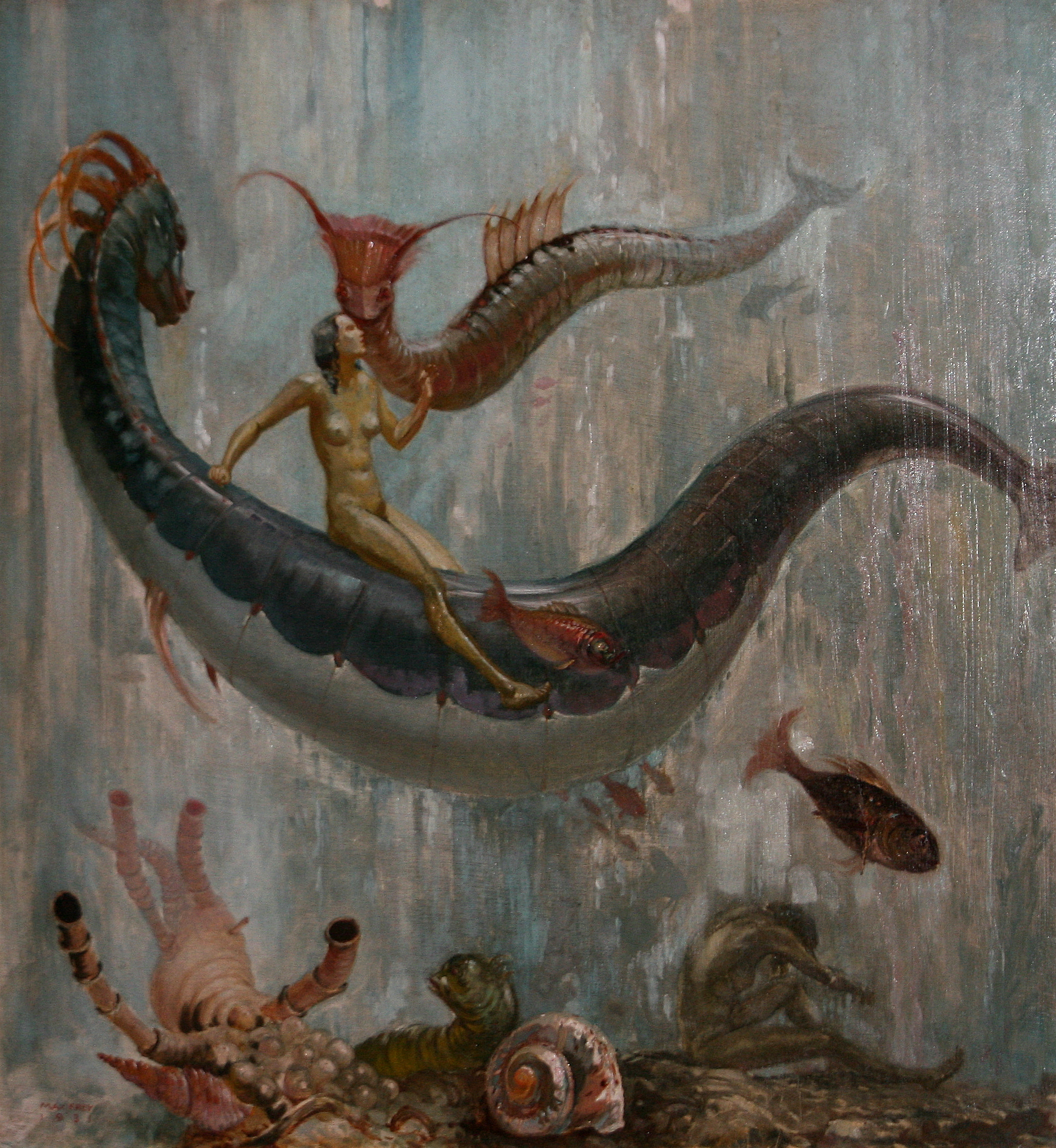
Scena acqua sotterranea, 1931
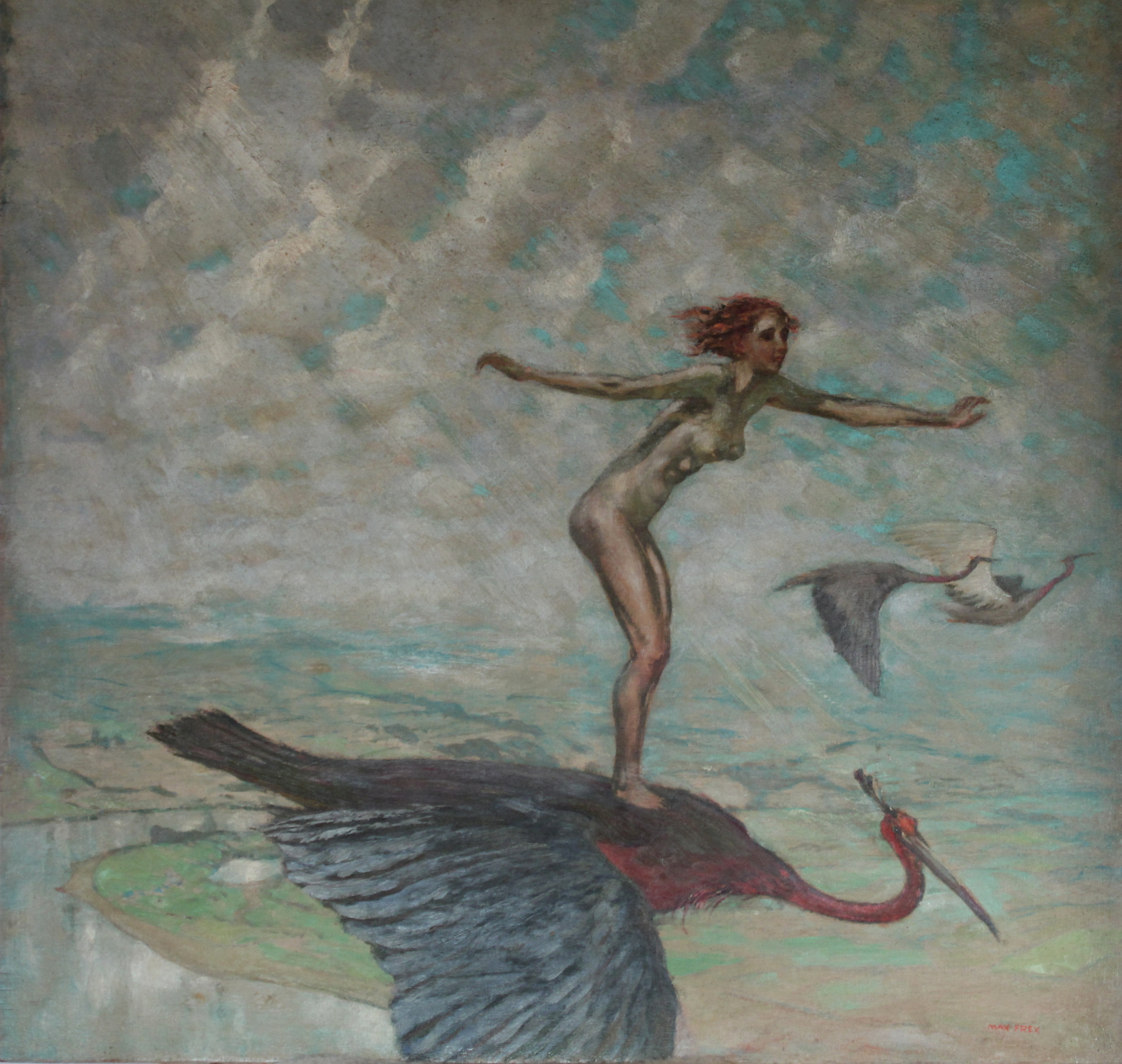
Uccelli migratori ((DE)  Wandervögel), 1931
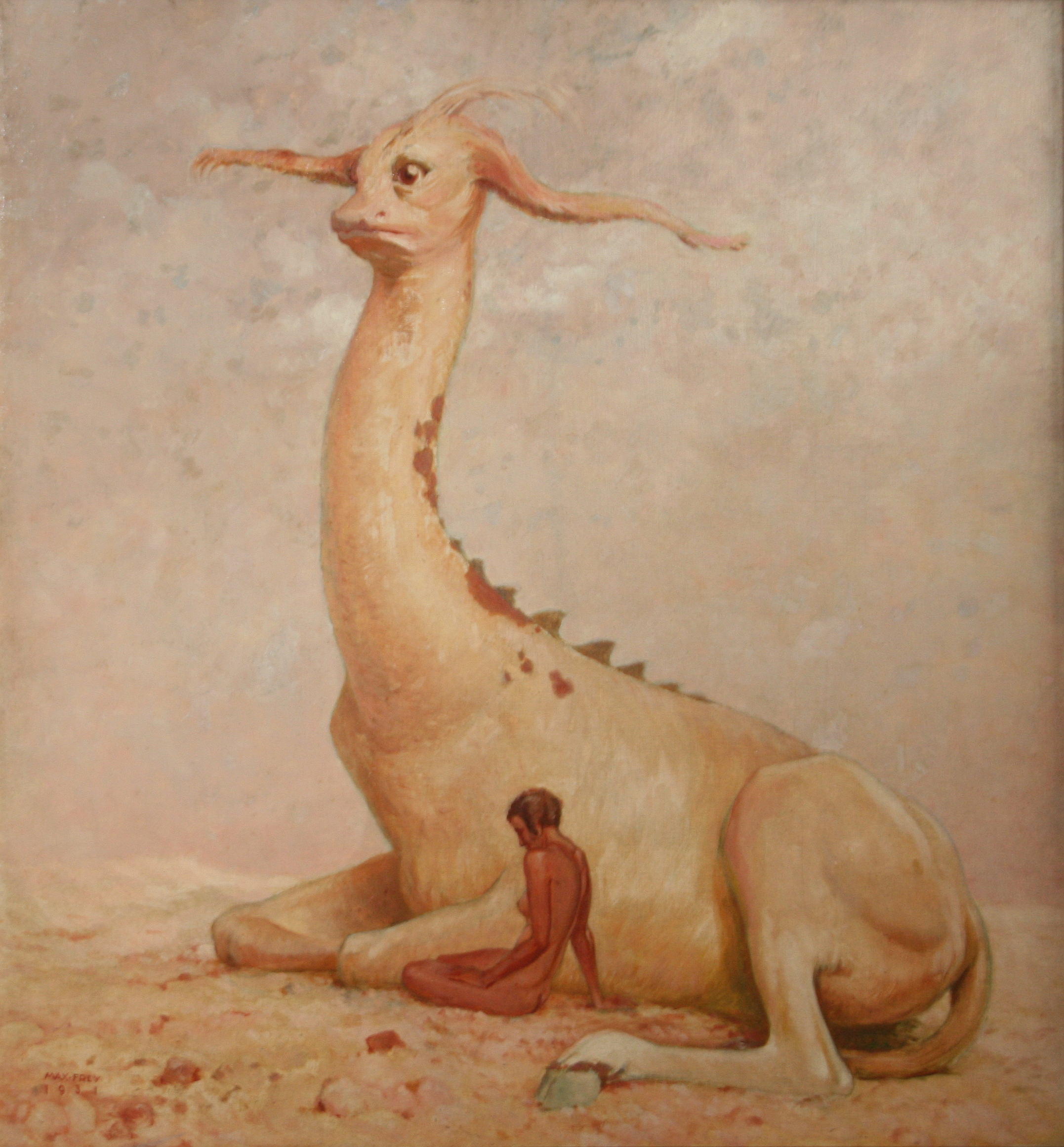
Animale e Uomo ((DE)  Tier und Mensch), 1931
- Cacciatrici volanti ((DE)  Fliegende Jägerinnen), 1932
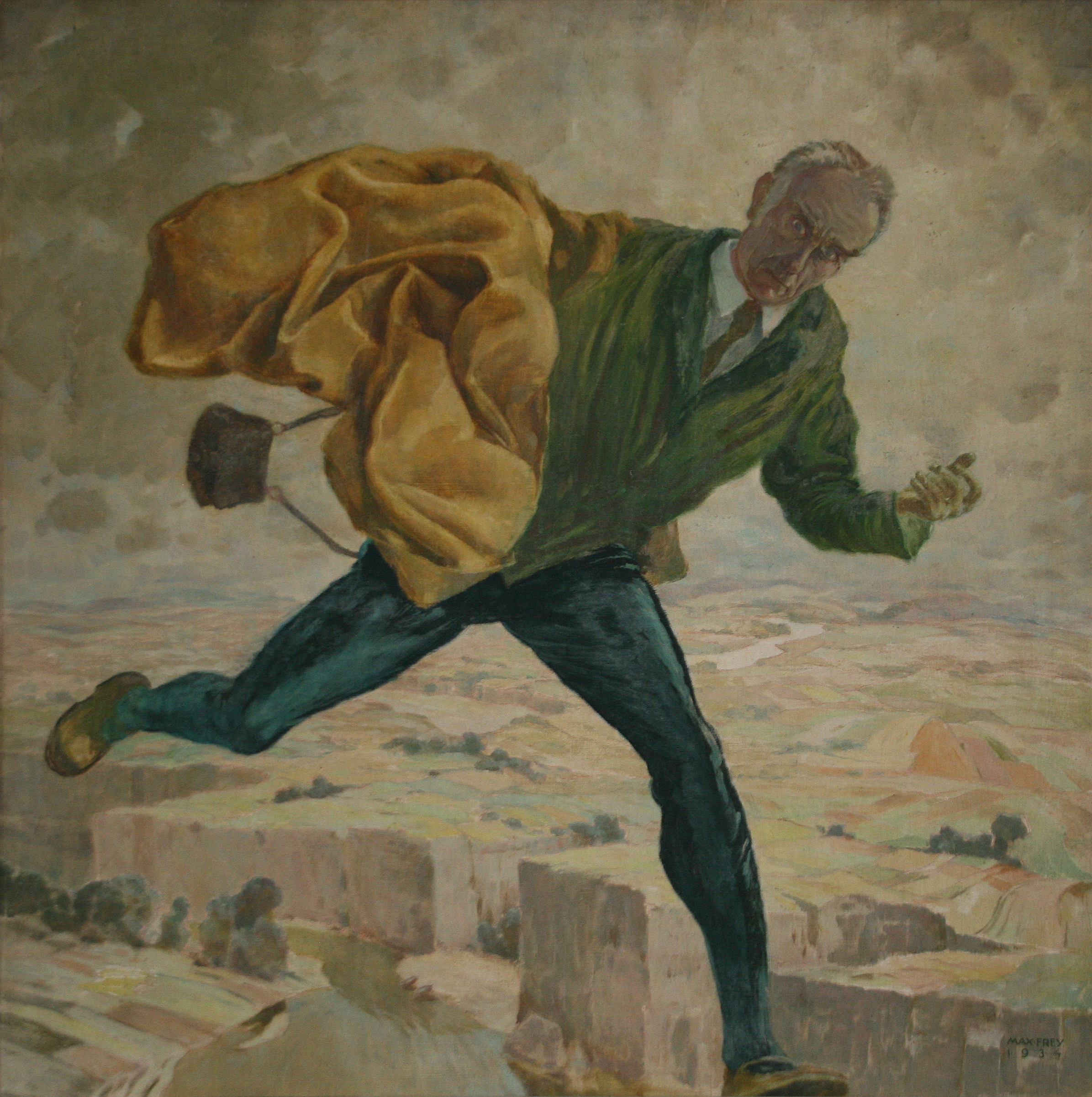
Autoritratto, 1934
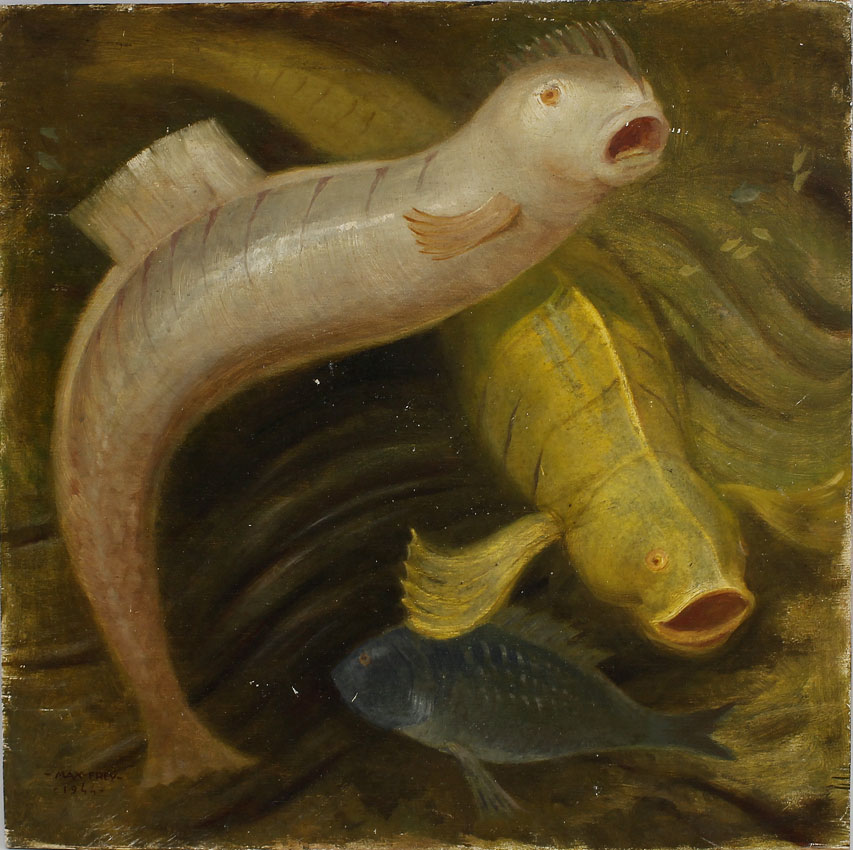
Pesci, 1944